# Viktorija Čmilytė
Viktorija Čmilytė (* 6. srpna 1983, Šiauliai) je litevská šachistka, od roku 2010 nositelka titulu GM, od listopadu 2020 předsedkyně litevského sejmu.